# 烟叶

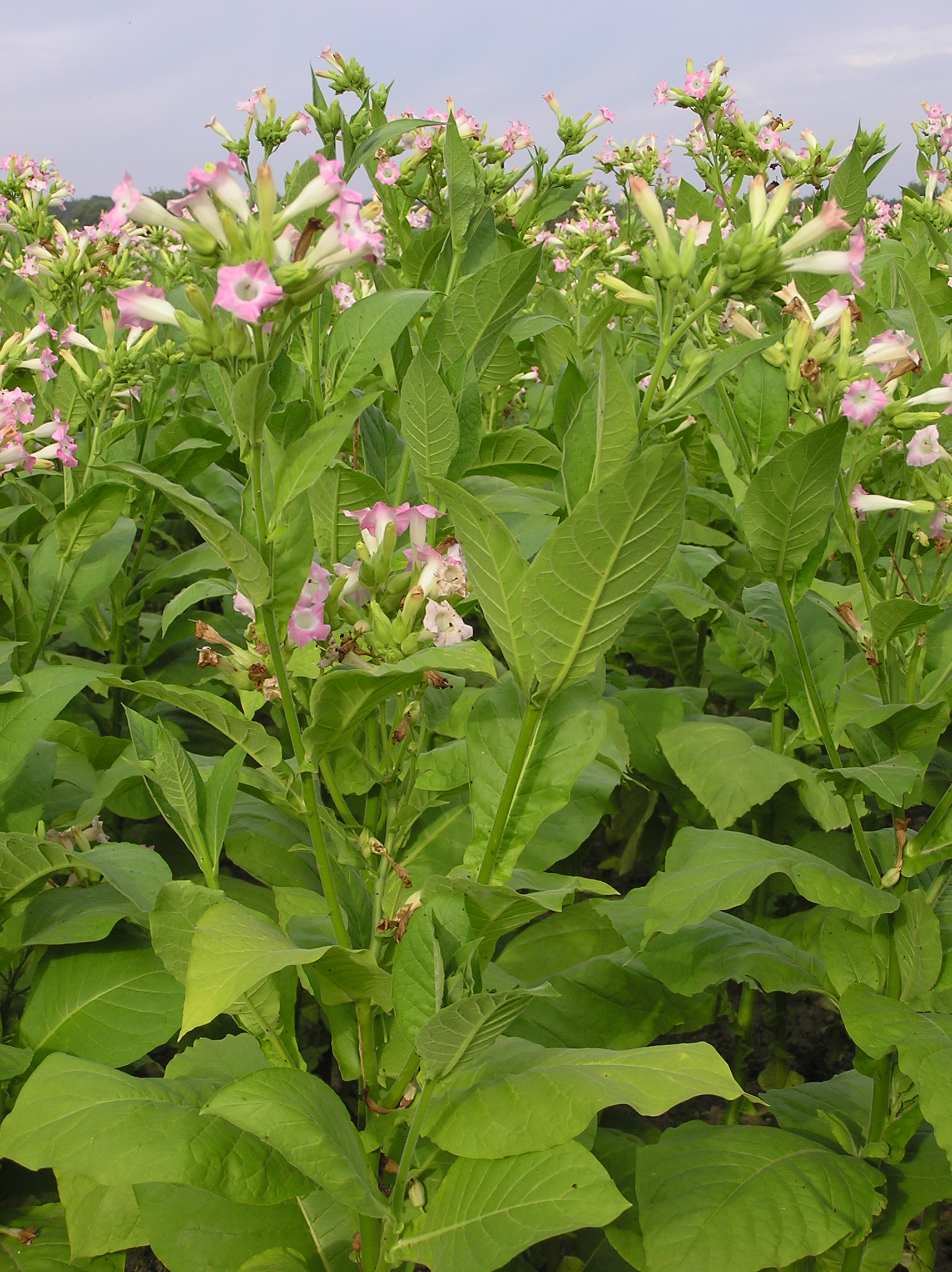
煙草 Nicotiana tabacum

菸葉是茄科烟草属某些物种的干叶制品。英语 tobacco 含盖汉语烟草、烟叶双重意思。
烟草早名淡巴菰、淡巴菇，是主要的烟叶来源，但黄花烟草亦可制烟；它们的乾葉可用于製造雪茄、香煙、鼻煙、烟絲、嚼煙和有味水煙等尼古丁产品。煙草有时也用于生物種植工程或成为觀賞植物，其化學成分會在一些農藥和藥物中使用。另有其它60多种烟草属植物则很少成为经济作物。

## 介紹
烟草原产于美洲，印第安人发现其中含有可以兴奋神经的物质，在部落会议和祭祀活动中吸食其燃烧的烟，西班牙殖民者将其带到欧洲，最早的西班牙水手回国吞云吐雾时，曾经使家乡的人大惊失色，认为他们和魔鬼打交道，但很快烟草的使用就风行全欧洲并向世界普及。16世纪时烟草才传入中国。
烟草含有尼古丁（又稱烟鹼），是一种生物碱，具有神经毒性，尤其对昆虫是致命的，但可以刺激人类神经兴奋，长期使用耐受量会增加，但也产生依赖性。烟草是許多心臟、肝臟及肺臟疾病及許多癌症的危險因子。世界衛生組織在2008年宣佈烟草是可預防死亡原因中，單一事件的第一名。烟草也可以用来制造杀虫剂，提取苹果酸、柠檬酸等。
现代研究证实烟草中还含有大量致癌物质，而吸煙及二手煙及三手煙更是有強烈的致癌性，甚至有「二手烟比一手烟毒」、「吸烟致死率高於許多軟性毒品」及「二手烟害是最需要優先禁止的幾種空氣污染源之一」等研究出現，越来越引起人们的注意，也有越來越多的人將烟草視為毒品，许多地方已经开始禁止在公共場所吸烟，以保护公众的健康。许多国家的法律规定在烟盒上必须印有健康忠告。中國大陸和香港的法律规定任何媒体和公共场所都不得放置香烟广告。泰国、澳大利亚、台灣、香港等国家或地區规定必须在烟盒上印刷大幅吸烟造成的危害图片，如吸烟者被损害的牙齿，吸烟者被熏黑的肺等，使吸烟者警惕以达到戒烟的效果。不丹更禁止所有烟草銷售及禁止種植菸草而成為首個無烟國家。
烟草除含有尼古丁外，還有毒物苯并芘、一氧化碳、睾丁蛋白等等，可导致精液品質下降，并可诱发精索静脉曲张。吸烟先使神经系统兴奋，然后又加以抑制，最后则使神经麻痹，亦可能导致勃起功能障碍。
菸草內含的尼古丁的藥效可將之作為肌肉鬆弛劑，且吸食過量會產生嘔吐現象。吸菸初期會抑制食慾，產生飽足感，但時效不長，初次吸菸者，吸入少量尼古丁，會有頭暈現象，過量者也會嘔吐，這是尼古丁普遍的副作用，一般亞洲成年人約60KG者，第一次接觸尼古丁的耐受力約為0.3mg，超量就會有以上的副作用現象，長期食用尼古丁者，會具有耐受性，後續會越來越適應尼古丁的肌肉放鬆現象，當患者停用尼古丁時，會產生肌肉緊繃現象，一般來講，如想戒菸者只需一個禮拜內完全不接觸尼古丁，就可以排除藥效的依賴，一個月後體內尼古丁完全稀釋後，就不會有藥效依賴症狀，故患者吸食菸草成癮者通常來自於心理作用，與電影節目內的"權威形象"所影響。

## 历史

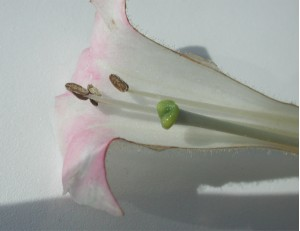
烟草花剖面

烟草最早是被美洲印第安人使用，自从被欧洲人采用后，烟草的需求剧增。但欧洲的气候不适合烟草的生长，因此美国成为最大的烟草生产国和出口国。
十六世纪西班牙人把烟草带入吕宋（今菲律宾）。厲鶚《樊榭山房集》載：“今之煙草，明季出自呂宋國”。中国可能在1549年以前已经有了烟草和吸烟的嗜好。中国明朝萬曆三年（1575年），烟草由呂宋傳入台灣、福建。當年由一福建商人陳振龍于呂宋經商時，最早将煙草帶回福建港口月港，于月港附近的石碼種植。万历九年（1581年），利瑪竇把鼻烟帶入廣東，中國吸烟人口大升。明朝姚旅《露书》记载：“吕宋国出一草曰淡巴菰，一名醺，以火烧一头，以一头向口，烟气从管中入喉，能令人醉，且可辟瘴气。……初漳人自海外携来，莆田也种之，反多于吕宋。”陈昊子《花镜》云“烟花，一名淡把姑。”方以智《物理小识》云：“金丝烟，北人呼为淡把菰，或呼担不归。”
1637年，崇禎為了禁烟，勒令以斬首示眾懲罰私種私售者。不過遼東與後金苦戰的兵部尚書洪承疇卻上奏說“遼東士卒，嗜此若命”，導致禁烟過程出現障礙。
清朝時，富戶貴族以收藏煙具為樂，纪晓岚“嗜食淡巴菰”。不少文人也熱衷於考證煙草之由來。阮葵生《茶余客话》云：“烟，满文曰淡巴菰。”王士禛《香祖笔记》卷七：“吕宋国所产烟草，本名淡巴菰，又名金丝薰。”汪师韩《谈书录》云：“以余所聞，曰打姆巴古、大孖古、醺、金絲醺、芬草，而總名之曰烟。”陳琮辑著的《烟草谱》中的“赞”云：“天生烟草，见庄严经曰菸，曰蔫，异名同形。”全祖望写有《烟草赋》，他考证《说文》的“菸”字，《广韵》的“蔫”字，非指今之“烟草”。《福建通志》云，“龙岩州货之烟，俗云芬草，崇祯初年始种之。”褚逢椿、顾禄编辑《烟草录》引《耕余小稿》的记载：“凡烟草顶上三叶谓之盖露，极青翠、香烈，俗美其名曰醉仙桃，曰赛龙涎，曰担不归，曰胡椒紫，曰辣麝，曰黑于菟，皆是物也。”
化学家波塞尔特（Wilhelm Heinrich Posselt）及莱曼（Karl Ludwig Reimann）将一种活性物质从烟草中分离出来，并称之为「尼古丁」。
1854年，首部烟草主题的医学著作《烟草论》在法国发表:52。1859年，法兰西医学院院士保罗·若利在医学论文中谨慎地提出了「烟草中毒」这一术语:154。

## 影響

由20位從事依賴性治療的精神病醫師，在二十種常見管制藥品比較其傷害性（橫軸）及成癮性（縱軸），於2007年發表在權威醫學期刊《柳葉刀》，烟草在成癮性排名第三，潛在危害程度排名第七。

### 社會上的影響
以往有很長一段時間，於公開場合吸烟是男性的專利，以往女性在公開場合吸烟常會被賦與負面的聯想。江戶時期的日本，妓女和其客人常用提供烟的藉口來互相接近，在十九世紀的歐洲也是如此。
自從南北戰爭起，烟草（特別是雪茄）在媒體中的印象常和男性氣概和權力有關，而且在刻板印象中，是資本家的典型符號之一。現代許多國家都有戒烟协会和禁烟，不丹是唯一立法禁止販賣烟草的國家。

### 人口統計學
有關烟草使用的研究，主要都集中在吸烟上。估計約有11億人吸烟，佔成年人口將近三分之一。吸烟主要集中在男性（不過男女性之間比例的差異隨年齡而遞減）、貧窮人以及发展中國家。
開發中國家吸烟的比率繼續在上昇，但在已開發國家已經趨於穩定甚至開始下降。美國吸烟人口的比例在1965年至2006年間減少了一半，成人吸烟的比例由原來的42%降為20.8%。開發中國家的烟草消秏量每年成長3.4%。

### 對健康的影響
根據世界衛生組織在2008年統計的結果，宣佈菸草是可預防死亡原因中，單一原因的第一名。世界衛生組織估計菸草在2004年造成五百四十萬人死亡，自二十世紀以來已造成一億人死亡。美國疾病控制與預防中心則認為烟草是「已開發國家人類健康的最大單一危害，也是胎兒夭折的重要因素之一。」
烟草會造成心臟及肺的疾病，吸烟是心肌梗死、中風、慢性阻塞性肺病（COPD）、及癌症（如肺癌、喉癌及胰腺癌等）阳痿的主要危險因子。
不抽烟的人可以會因為吸入二手烟而造成肺癌。美國每年約有三千人因為二手烟導致的肺癌而死亡。有四萬六千人因為二手烟導致的心臟疾病而死亡。
烟草中的尼古丁是一種興奮劑，吸食者可能會產生耐受性及藥物成癮。吸食烟草的害處也可能和吸烟時烟霧中上千種的化學物質有關，例如多環芳香烴（例如苯駢芘）、甲醛、鎘、鎳、砷、烟草特有亚硝胺（簡稱TSNA）和酚等化學物質。

## 製造

### 烟草种植

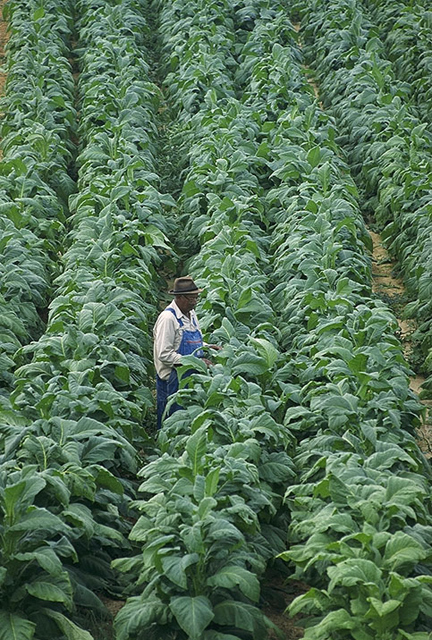
烟草种植

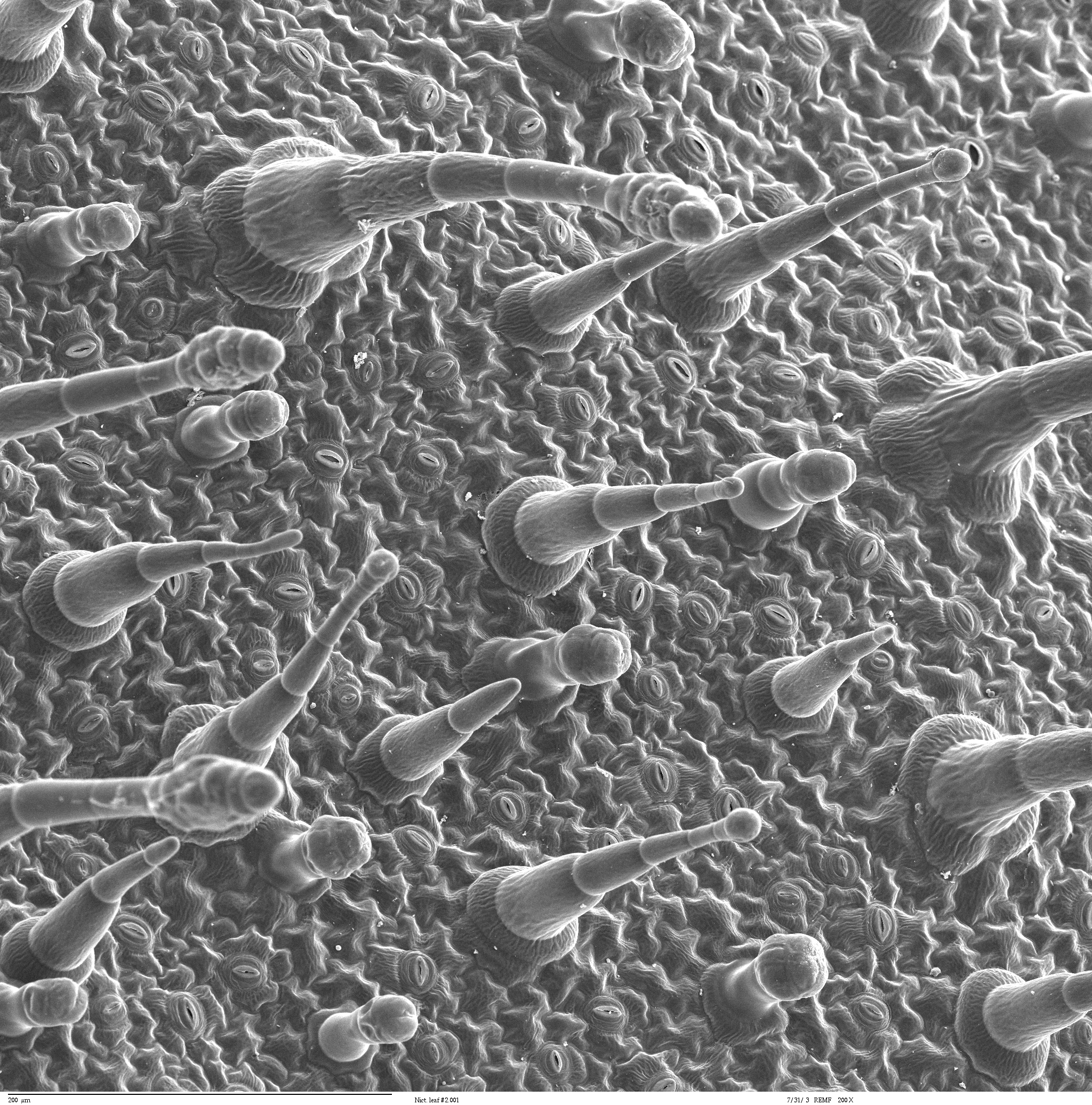
电子显微镜下烟草叶子的表面，可以看到气孔。

烟草的种植比较耗费劳动力，在春季播种，幼株长到一定高度需要移栽，并需要不断地打杈和摘花芽，以防止其消耗养分，烟草的叶片每成熟一片收获一片，不是全株统一收获，收获的叶片要及时进行处理。

### 烟草处理
烟草处理分为晾製、晒製和烤製几种方式，根据制造不同品种卷烟和雪茄的需要，一般烤製烟较绵软，晾製烟较辛辣，处理后要根据其质量进行分类，就成为原料烟草。

### 烟草类型
一般用于制作成品烟制品的基本使用的都是紅花烟草，在中国北方也种植一些黄花烟草，比较辛辣，例如东北的“蛤蟆烟”和新疆的“莫合烟”，黄花烟草比较耐寒，美国北方也有一些黄花烟草的种植，不过市场需求量不大。美国还培植了一种“白肋”烟，其叶脉发白，比较绵软。

### 烟草制品
烟草主要用于制造烟丝、卷烟和雪茄烟。
古巴的雪茄烟最出名，安道尔由于海关规定雪茄烟过境是以枝数徵税，因此经常有长达一公尺以上的雪茄从安道尔过境。
卷烟是目前世界上消费最多的烟草制品，美国和中国是世界上卷烟产量最大的国家。不同品牌的卷烟添加各种不同的香料。市场还有脱除尼古丁的卷烟制品。
烟丝的吸食方式有各种工具，最常见的是烟斗、烟袋（铜烟锅）和水烟袋，其中水烟袋可能可以过滤掉部分尼古丁和烟中的细尘粒及致癌物质（但也有研究顯示水煙不會比較健康），不过吸食比较费力和复杂。
使用燃燒的方法吸食菸草是最不健康的方法，因為菸草燃燒後會製造出許多比尼古丁毒很多的有毒物質；而且這種方法也很容易造成他人受到二手煙害。
非燃燒的使用方法有鼻煙、嚼煙等，亦有尼古丁口香糖、電子烟、尼古丁吸入器等解烟癮的方法；這些方法不會做成二手煙害，對使用者的傷害性也很可能低很多。
在美国早期还流行嚼烟（目前流行於棒球選手、中西部农民以及牛仔中），通过口中黏膜吸收尼古丁，这种方式容易导致口腔癌发生。
鼻烟也是19世纪流行的一种方式，是一种干燥的烟末，吸入鼻子中。欧洲的鼻烟一般有薄荷香料；美国的比较辛辣，分为“甜”的和“鹹”的两种；北欧有一种湿鼻烟。据统计吸食鼻烟的癌症发病率要比其他吸食方式低。
现在印度还生产“烟口香糖”和“烟牙膏”。

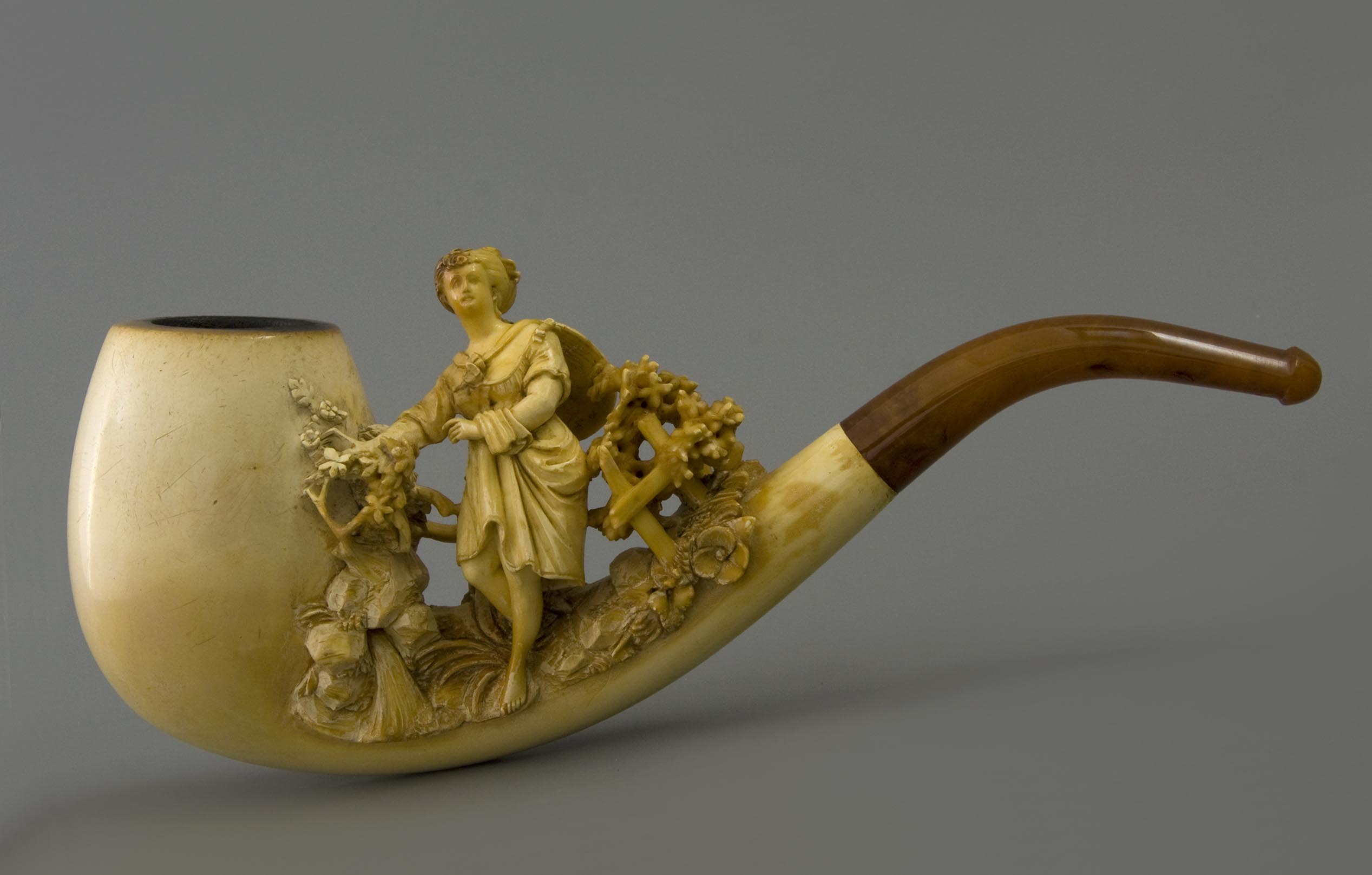
海泡石製成的煙斗
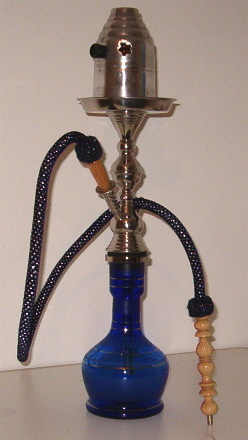
水煙
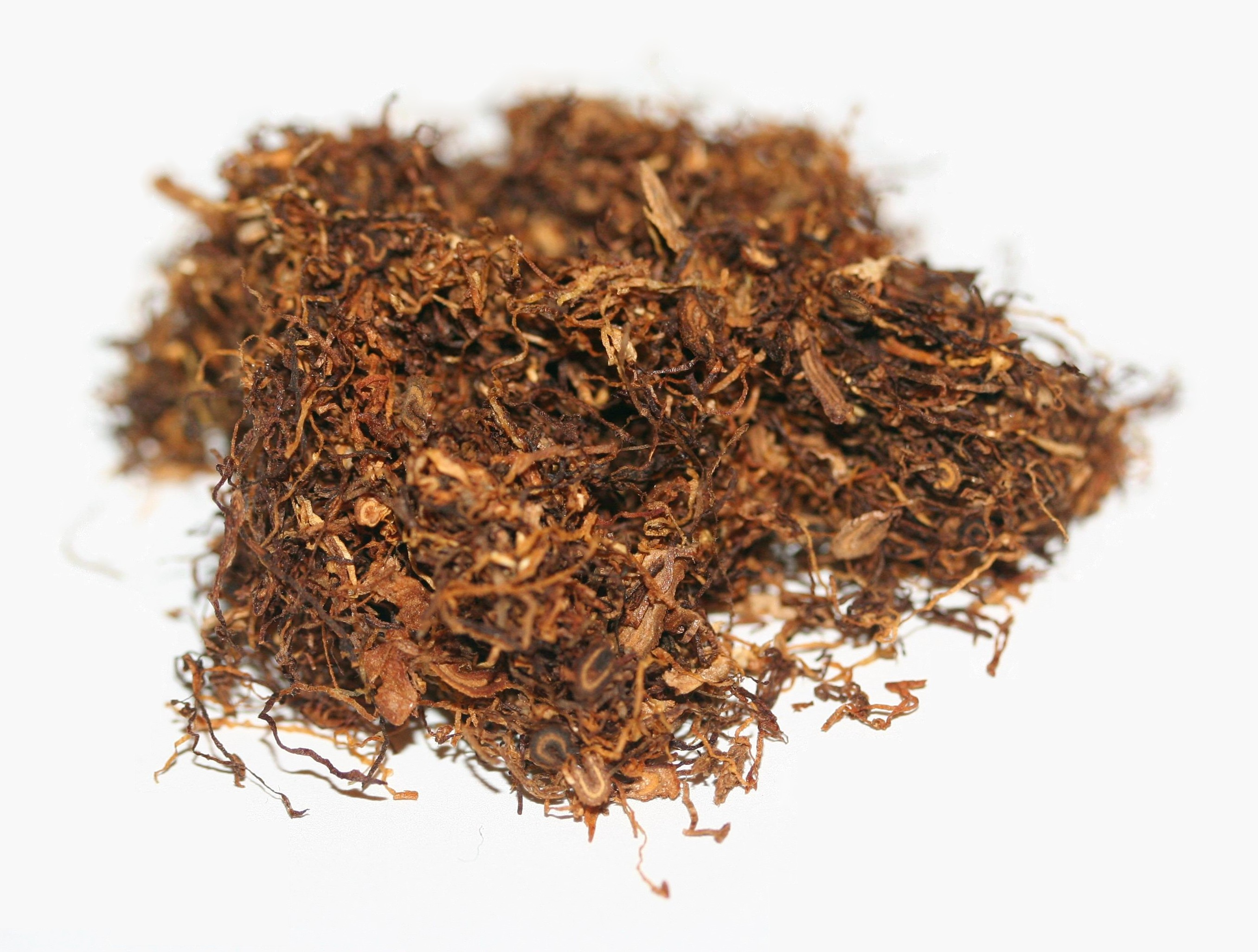
煙絲
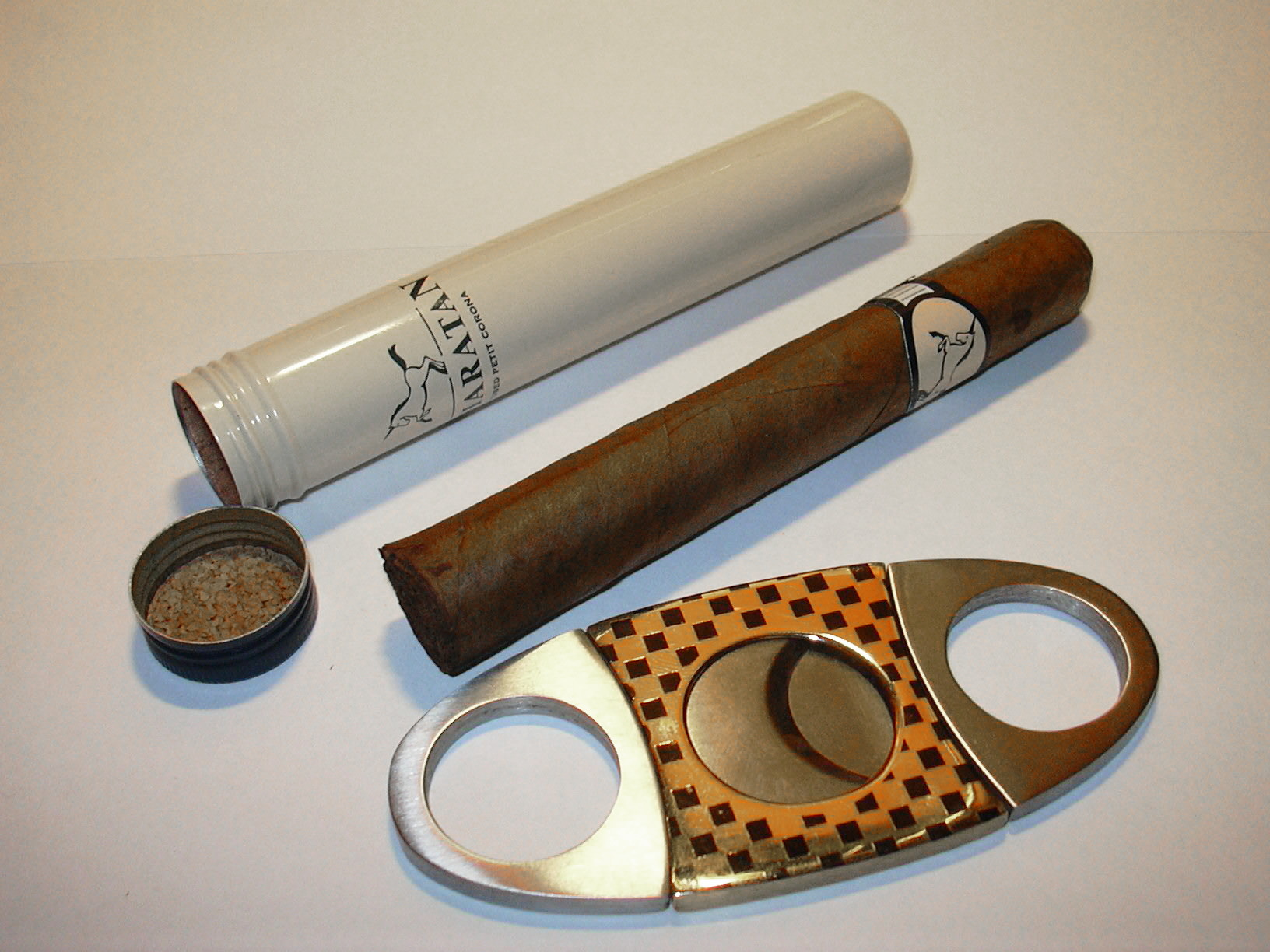
雪茄
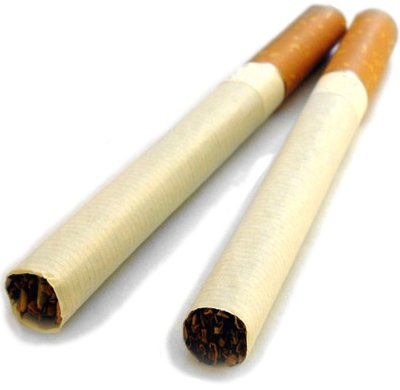
香菸

## 進口

### 中國大陸
進境旅客可以攜帶400支香煙、100支雪茄或者500克菸絲，而無需向海關申報。

#### 香港
年滿十八歲的旅客，可以攜帶19支香煙（或1支雪茄，不超过25g）進入香港，供本人自用。

### 台灣
年滿20歲的旅客，可以攜帶捲菸200支、雪茄25支或者菸絲1磅。

### 紐西蘭
旅客可以攜帶50支煙草進入紐西蘭。